# Placar Linhas Aéreas
Placar Linhas Aéreas es una aerolínea brasileña de pasajeros y carga regular, fundada en 2022 y tiene su sede en São Paulo, Brasil. Recibió su primer avión y comenzó a operar en 2023, enfocándose en transportar equipos de fútbol para jugar partidos en Brasil y también en otros países de Sudamérica. 

## Historia y primeros pasos.

### Establecimiento
La aerolínea fue fundada el 5 de octubre de 2022 por los brasileños José Roberto Lamacchia y Leila Medjalani Pereira, su esposa, la cuarta mujer más rica de Brasil según Forbes. La pareja es propietaria de Crefisa, una de las empresas de servicios de préstamos más grandes de Brasil, fundada en 1964.

### Fundación
Pereira es, desde 2021, presidenta de la Sociedade Esportiva Palmeiras, equipo de fútbol profesional del Campeonato Brasileiro Série A, convirtiéndose en la primera mujer en ocupar este cargo en la historia del equipo y en la cima del sistema de ligas de fútbol brasileño. Y fue precisamente porque comandaba un equipo de fútbol que, pensando en la logística de viajes del Palmeiras y los contratiempos que enfrentaba el equipo, Pereira decidió crear una aerolínea no sólo para atender a su propio equipo, sino para ofrecer a otros equipos de fútbol más opciones para viajar, con salidas en Brasil y Sudamérica.
El 30 de enero de 2023, durante una reunión del Consejo Deliberante de Palmeiras, Leila informó a los asesores del equipo que había comprado el primer avión de Placar Linhas Aéreas, un Embraer E-Jet E2, que estaría disponible para transportar a los jugadores y a todo el equipo. equipo del Palmeiras a los partidos. El anuncio generó cuestionamientos de aficionados y otros miembros de la directiva del equipo opuestos a su presidencia, principalmente sobre los costos del avión y la viabilidad financiera de su operación. Sin embargo, según Leila, el avión es suyo y Palmeiras no pagaría por utilizarlo.

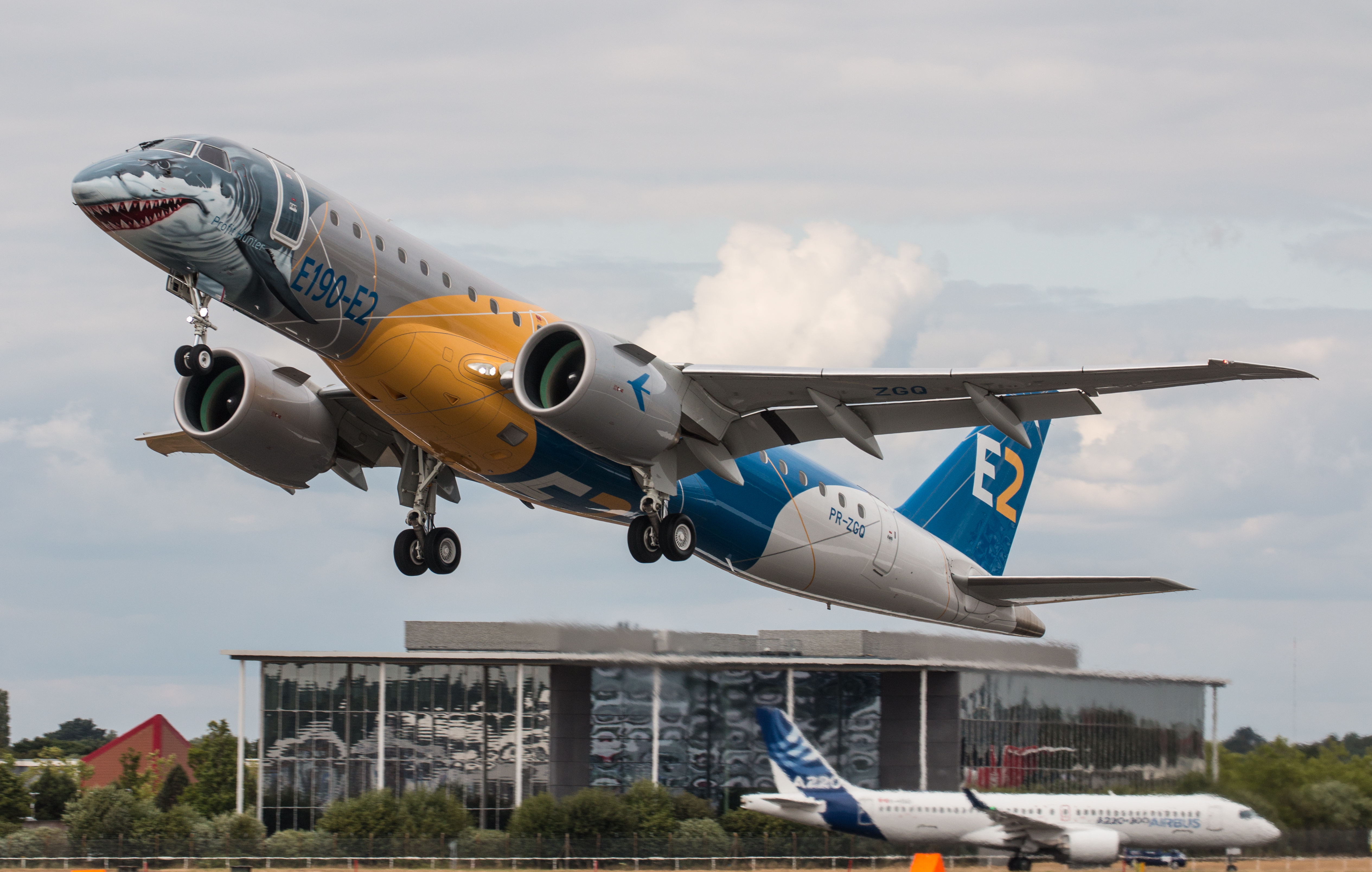
Exhibición del Embraer E190-E2 en el Salón Aeronáutico Internacional de Farnborough

El 18 de febrero de 2023, a través de una publicación en su cuenta de Instagram, Leila Pereira reveló que el primer avión de Placar sería un Embraer E190-E2 (MSN 19020015) adquirido directamente de la automotriz. El avión era parte de un pedido de la aerolínea china Fuzhou Airlines, sin embargo, la compañía canceló el pedido. Luego fue arrendado temporalmente a la compañía noruega Widerøe y devuelto al fabricante, recibiendo la librea especial Profit Hunter Tech Shark y siendo utilizado como avión de demostración. En el momento de la adquisición, el vehículo estaba almacenado en la sede de la filial portuguesa de Embraer, OGMA, en Alverca, Portugal.
Luego de ser preparado en Portugal y recibir los colores de Placar, el E190-E2 fue trasladado a la base de operaciones de la aerolínea en el aeropuerto Bertram Luiz Leupolz, en la ciudad de Sorocaba, en São Paulo.
El 27 de junio de 2023 fue entregado oficialmente por el fabricante a la aerolínea en una ceremonia en la sede de la compañía brasileña, en São José dos Campos, también en São Paulo. El primer avión de Placar recibió la matrícula aeronáutica brasileña PS-LMP, iniciales de su fundador.

### Primeros años (2023-presente)
El primer vuelo de Placar tuvo lugar el 4 de agosto de 2023, transportando a la delegación de Palmeiras desde Sorocaba hasta el Aeropuerto Internacional de Galeão, en Río de Janeiro. El 18 de agosto, el avión fue utilizado nuevamente por el club, esta vez con destino al Aeropuerto Internacional Marechal Rondon, en Cuiabá, Mato Grosso.
El 21 de agosto de 2023 debutó internacionalmente, transportando nuevamente a la delegación del equipo, entre el aeropuerto Internacional de São Paulo-Guarulhos y el aeropuerto Internacional Matecaña, en Pereira, Colombia. Al regresar a Brasil, el 24 de agosto, el avión presentó un problema técnico con uno de los motores Pratt & Whitney PW1000G, impidiéndole despegar de Pereira y obligando a la delegación de Palmeiras a recurrir al alquiler de un Boeing 737 MAX 8 de GOL Linhas Aéreas, pagado por la propia Leila.
El 28 de agosto de 2023, luego de solucionar el problema del motor, el Placar Linhas Aéreas E190-E2 finalmente regresó a Brasil, aterrizando en São Paulo Guarulhos y luego volando a su base en Sorocaba, cumpliendo todo el calendario de juegos del equipo hace más de un mes. El 26 de septiembre volvió a ser utilizado para un vuelo internacional, esta vez hacia la capital argentina, Buenos Aires.
El avión continuó volando hasta el 25 de octubre de 2023, cuando despegó de São Paulo con destino a Fort Lauderdale, Florida y posteriormente al aeropuerto Regional Middle Georgia en Macon, Georgia, donde se encuentra Embraer Aircraft Maintenance Services (MRO), en Estados Unidos.
Según la prensa, el motivo del paso a mantenimiento en Estados Unidos está relacionado con problemas técnicos con los motores Pratt & Whitney que afectan globalmente a la flota de varios modelos, como el Airbus A220, el Airbus A320neo y la Familia E2 de Embraer. El problema fue causado por la contaminación de un polvo metálico utilizado en la fabricación de piezas de motores, como discos de turbinas y compresores de alta presión.

#### Futuro
El 18 de enero de 2024, Leila Pereira garantizó que el avión regresará a Brasil muy pronto, garantizando que la logística del Palmeiras estará asegurada para la temporada de juego de 2024, que comenzará el 14 de abril. Y mientras no sea utilizado por Palmeiras, el avión estará disponible para ser fletado por otros equipos de fútbol, agencias de viajes, entre otros clientes.
El 17 de febrero de 2024, un portal que publica información sobre Palmeiras reveló que la empresaria y presidenta del equipo adquirió un segundo Embraer E190-E2 para Placar Linhas Aéreas. El vehículo en cuestión sería el E-Jet E2 con matrícula PR-ERQ (MSN 19020016), también cancelado por Fuzhou Airlines y que se encuentra en la sede del fabricante en São José dos Campos desde 2021 a la espera de un futuro cliente, como otros clientes potenciales. También lo rechazaron empresas como Somon Air, Congo Airways y Madagascar Airlines.

## Flota
La flota de Placar Linhas Aéreas está compuesta por los siguientes aviones (a abril de 2024):
| Aeronaves       | En servicio | Pedidos | Pasajeros (clase única)                              | Matrículas                                           | Antigüedad                                           | Notas                                                           |
| --------------- | ----------- | ------- | ---------------------------------------------------- | ---------------------------------------------------- | ---------------------------------------------------- | --------------------------------------------------------------- |
| Embraer E190-E2 | 1           | 1       | 98                                                   | PS-LMP                                               | 5,9 años                                             |                                                                 |
| Embraer E190-E2 | 1           | 1       | 98                                                   | PS-YVL                                               | 3,2 años                                             | En los servicios de mantenimiento de aeronaves Embraer en Macon |
| Total           | 1           | 1       | Edad media de la flota (diciembre de 2024): 4,6 años | Edad media de la flota (diciembre de 2024): 4,6 años | Edad media de la flota (diciembre de 2024): 4,6 años | Edad media de la flota (diciembre de 2024): 4,6 años            |